# Бечки акционизам
Бечки акционизам је врста хепенинга и (акционе умјетности) настао у Бечу почетком шездесетих година 20. вијека. У то вријеме у Бечу се јавља један облик ритуалне акције којом се у умјетност тежи увести једну анархистичку компоненту живота, и уједно, путем оргијастичке репрезентације, ослободити подсвјесне или репримиране импулсе агресивности. У бечки акциоизам спада такозвани Orgien-Mysterien-Theater (позориште оргија и мистерија) Хермана Ниша и еротски хепенинг који је практиковао Ото Мил, а којима се, на начин једног сценског спектакла, покушава начинити раскид са сексуалним табуима.